# René Armand Dreifuss
René Armand Dreifuss  (Montevidéu, 2 de janeiro de 1945 - 4 de maio de 2003) foi um historiador e cientista político uruguaio.

## Biografia
Formado em Ciências Políticas e História pela Universidade de Haifa, Israel, em 1974, obteve o mestrado em Política na Universidade de Leeds, na Grã-Bretanha. Em 1980, obteve o PhD em Ciência Política na Universidade de Glasgow, também na Grã-Bretanha. Desta pesquisa resultou o livro  1964: A Conquista do Estado. No Brasil, Dreifuss também realizou pesquisas sobre as Forças Armadas, o empresariado e sobre a  formação do sistema de poder no país.
Foi professor de ciência política da UFMG (1980/1984),  membro-fundador do Núcleo de Estudos Estratégicos da UNICAMP,  pesquisador-visitante da COPPE/UFRJ (1984/1986),  assessor-técnico da Fundação Escola de Serviço Público (FESP) do Rio de Janeiro e conselheiro ad hoc  do Ministério das Relações Exteriores. A partir de 2000, foi coordenador do módulo "Mudanças de Paradigmas de Ciência & Tecnologia" no Instituto Virtual Internacional de Estudos das Mudanças Globais da COPPE/UFRJ. Desde 1986 até o seu falecimento, foi professor do Departamento de Ciência Política da UFF, lecionando na graduação e na pós-graduação, onde foi um dos  fundadores e coordenador-chefe do NEST (Núcleo de Estudos Estratégicos).
A interpretação de que a derrubada do presidente João Goulart em 1964 não resultou apenas de um golpe militar deve-se em grande parte ao trabalho de  René Dreifuss. 

## 1964: A Conquista do Estado
Em sua principal obra,  1964: A Conquista do Estado, o  principal objetivo do autor foi identificar as forças que emergiram na sociedade brasileira durante o processo de industrialização e internacionalização da economia. Ele mostra as formas concretas pelas quais a elite orgânica fez prevalecer seus interesses. Dreifuss usa Gramsci para interpretar os acontecimentos:
"Com a formação do IPES (Instituto de Pesquisas e Estudos Sociais), como uma organização político-militar, a elite orgânica dos interesses multinacionais e associados alcançava o que Gramsci chamava de ‘a fase mais genuinamente política’, quando ‘ideologias previamente desenvolvidas se tornavam partido’. (...) Quando os canais político-partidários e administrativos não obtiveram (total) êxito em atingir as reformas necessárias prenunciadas pelo bloco modernizante-conservador, e quando os interesses multinacionais e associados notaram as dificuldades crescentes em se conseguir conter a massa popular dentro do sistema populista, o bloco de poder emergente teve de recorrer a outros meios" (p. 105).

### Principais pontos
Segundo Dreifuss, na formação do Estado brasileiro, várias características foram se conjugando até formar o cenário que resultaria no golpe militar de 1964.
• Surgimento da burguesia nacional – "A burguesia emergente (décadas de 1920 e 1930) não destruiu, nem política nem economicamente, as antigas classes agrárias para impor sua presença no Estado; pelo contrário, aceitou em grande parte os valores da elite rural."
• "O Estado Novo (1937) garantiu a supremacia econômica da burguesia industrial e moldou as bases de um bloco histórico burguês, concentrando as energias nacionais e mobilizando recursos legitimados por noções militares de ordem nacional  e progresso (...) e a intervenção do aparelho burocrático-militar na vida política, assegurava a coesão do sistema."
• Leis trabalhistas: "em nome da defesa da ‘paz social’, o Estado Novo intervinha na ‘regulamentação da força de trabalho através da promulgação de ‘leis trabalhistas’, cumprindo assim um quesito básico no processo de acumulação de capital. O estabelecimento de um salário mínimo, em 1939, permitiu um nivelamento pelo grau mais baixo possível (subsistência)". Efeitos: cooptação da classe trabalhadora e cálculo econômico que não incorpora o aumento de produtividade. O descontentamento popular era esvaziado, e as lideranças eram absorvidas pela burocratização das demandas por meio de instrumentos da repressão pacífica, como os fornecidos pelo Estado patrimonial.
• Burguesia "nacional" x burguesia "entreguista": segundo a ótica do Partido Comunista Brasileiro, havia duas burguesias: uma, considerada "entreguista", diretamente ligada ao capital transnacional e outra, nacionalista, oposta à ação de interesses estrangeiros. Essa burguesia nacional era procurada como “aliada” pelo PCB. Na verdade, a motivação da burguesia era uma só: acumulação de capital.
• Campanha de 1945: estreitamento dos laços entre oficiais do Exército brasileiro e militares americanos.
• Governo Dutra: apoiado pelo bloco de poder oligárquico-empresarial; Fiesp e Ciesp se engajaram no apaziguamento das demandas dos trabalhadores. Criação do SESI, com o objetivo de combater o reaparecimento de organizações autônomas entre as classes trabalhadoras e de construir, no seio do operariado urbano, uma base ideológica de comportamento político em consonância com a sociedade industrial capitalista. 
• UDN/PSD: na UDN estava a centro-direita,  anticomunista, antinacionalista, formada pela alta classe média, profissionais liberais e empresários. O PSD era formado por industriais de São Paulo e chefes de oligarquias regionais ("coronéis").
• Segundo  governo  Vargas: o Congresso tornou-se mais forte e politicamente mais importante. Era o lugar onde as diferentes frações das classes dominantes compartilhavam o governo. Era uma instituição regulada por conciliações e alianças. Apesar da supremacia industrial-financeira, a proeminência econômica dos empresários não se traduzia em hegemonia nacional política e ideológica. O general café ainda estava no poder. Os interesses rurais permaneciam economicamente poderosos.
• Petrobras: tentativa de Getúlio de impor uma política nacionalista de desenvolvimento capitalista. Os empresários temiam uma forma de desenvolvimento nacionalista liderada pelo Estado. 
• Suicídio de Vargas: vitória dos interesses multinacionais que reingressaram na economia brasileira.
• Governo JK: aliança PSD/PTB – coligação de forças sociais baseada na expansão da indústria no Brasil. Incorporava a burguesia industrial, um setor da burguesia comercial especializado no comércio de produtos industriais locais, profissionais liberais e administradores, políticos urbanos e sindicalistas.
• Jango, o vice: herdeiro de Vargas, campanha com programa estatizante, nacionalista e aberto a reformas.
• Política de desenvolvimento de JK: as indústrias automobilística, de construção naval, produtos químicos, farmacêuticos, maquinaria, produtos elétricos e celulose foram a matriz da formação de uma burguesia associada ao capital estrangeiro. O acesso à tecnologia e técnicas gerenciais estrangeiras e à ajuda financeira transnacional seria a solução para a falta de acumulação primitiva de capital e também tratamento de choque para uma economia ainda agro-exportadora. 
• Conseqüências da política de desenvolvimento: maior sofisticação do mercado interno, crescimento das empresas, expansão das indústrias básicas, tendência para urbanização e crescimento das desigualdades sociais e regionais.
• Congresso: oposição ao Executivo pela presença do clientelismo, de interesses tradicionais e da oligarquia rural. No Congresso também era o foro para a denúncia da penetração multinacional e, ao mesmo tempo, era onde as classes trabalhadoras se manifestavam e controlavam o Executivo.
• Administração paralela: para implantar o plano de metas foi criada uma gama de organismos de planejamento e consultoria e comissões de trabalho, composta por diretores de empresas privadas, técnicos e oficiais militares. Essa administração paralela permitia que os interesses multinacionais e associados ignorassem os canais tradicionais de diretrizes políticas e tomadas de decisão. Ela favorecia ou bloqueava a ajuda financeira a diferentes grupos e organizações. Mas como a eficiência dessa administração paralela defindia da atitude positiva do Executivo, tornava-se necessário que os interesses multinacionais e associados conseguissem o comando do Estado e ocupasse os postos burocráticos na administração.
• Capital transnacional: controlava o processo de expansão capitalista. Militares e empresários tinham como bandeira de luta a posse privada dos meios de produção.
• Repressão: foi no governo JK que o aparelho repressivo do Estado se desenvolveu e ocorreu a crucial mudança ideológica das Forças Armadas, passando da defesa do território nacional para uma estratégia de contrainsurgência e hostilidade internas.
• Classes trabalhadoras: crescimento da consciência coletiva dos trabalhadores proporcionado pelo desenvolvimento industrial. Fortalecimento das Ligas Camponesas, mobilizando as massas trabalhadoras rurais.
• Início da década de 1960: debate entre as classes trabalhadoras urbanas e rurais cada vez mais incontroláveis e os interesses multinacionais e associados. Para evitar os controles do Congresso e a pressão popular, estes interesses multinacionais estimularam a criação de uma administração paralela para os representar. Os interesses foram endossados pela Escola Superior de Guerra.
• Renúncia de Jânio Quadros: tentativa frustrada de manobra "bonapartista civil" para tentar resolver as contradições entre a classe trabalhadora que fazia do Congresso uma plataforma cada vez mais eficiente para expressão de seu interesse em oposição direta ao bloco oligárquico industrial e contra interesses multinacionais.
• Governo João Goulart: Jango liderava um bloco nacional-reformista, uma situação totalmente desfavorável ao bloco multinacional e associado que lançou uma engenhosa e bem arquitetada campanha para conseguir um novo arranjo político que expressasse seus interesses então bloqueados.
• Campanha para o golpe de 1964: englobou a maioria das classes dominantes, incluindo a burguesia “nacional”, da qual muitos, inclusive o PCB, esperava um comportamento nacionalista e reformista. Contrariando tal expectativa a burguesia “nacional” assistiu passivamente e até mesmo apoiou a queda de Jango, condenando a alternativa nacionalista. A burguesia, a despeito de sua própria posição, ajudou a ancorar firmemente o Estado brasileiro à estratégia global das corporações multinacionais. “É interessante notar que companhias participantes da Adela Investment Company estavam à frente da campanha contra o governo Jango.  "Adela"  é o acrônimo para Atlantic Community Development Group for Latin America, grupo multibilionário formado em 1962, encabeçado pelo vice-presidente do grupo Rockfeller, reunia cerca de 240 empresas industriais e bancos.
O capital monopolista transnacional tornara-se um novo bloco de poder baseado não somente em seu volume, grau de concentração e integração, mas também na qualidade de sua administração e organização política, bem como na sua infraestrutura oligopolista. 
Ao assumir a liderança dos principais setores da economia, o bloco multinacional e associado organizou grupos de pressão e federações de classe, escritórios técnicos e anéis burocrático-empresariais, com o objetivo de conseguir que seus interesses tivessem expressão no governo. Somente lhe serviria um regime "técnico", com uma tônica autoritária, em razão das fortes demandas que o capital transnacional faria sobre as classes trabalhadoras e os interesses tradicionais.
Os interesses multinacionais e associados consideraram outras formas de representação de interesses além do controle da administração paralela ou do uso de lobbying sobre o Executivo. Eles desejavam compartilhar do governo político e moldar a opinião pública , assim o fazendo através da criação de grupos de ação política e ideológica. O primeiro desses grupos a ter notoriedade nacional em fins da década de 50 foi o IBAD – Instituto Brasileiro de Ação Democrática.
• O complexo IPES/IBAD: nele, a elite orgânica se constituía em um poderoso aparelho de classe e, como tal, era capaz de exercer ações estrategicamente planejadas e manobras táticas por meio de uma campanha cuidadosa e elaborada que, vitoriosamente, opunha seu organizado poder de classe ao poder do Estado do bloco histórico populista e à incipiente formação militante das classes rabalhadoras.
Apesar de sua rica ação política nos vários setores de opinião pública e de suas tentativas de reunir as classes dominantes sob seu comando, o IPES/IBAD foi incapaz de impor-se na sociedade por consenso. Mas obteve êxito por meio de sua campanha ideológica e política para esvaziar o apoio ao Executivo e foi capaz de estimular uma reação generalizada contra o bloco que estava no poder.
No movimento estudantil, o IPES/IBAD estimulou a formação de organizações e grupos paramilitares de direita, mas não deteve as tendências de esquerda na UNE.
Entre os trabalhadores da cidade e do campo,  estimulou organizações e sindicatos de direita existentes e criou novos grupos úteis à campanha para adiar a solidariedade e a consciência de classe. Mas não bloqueou a constituição de organizações nacionais de esquerda.
No campo eleitoral, elegeu um grande número de políticos conservadores de centro-direita na Câmara, no Senado e nos governos estaduais. Mas não conseguiu impedir a formação de um bloco nacional-reformista que foi ceifado no Golpe de 01 de abril de 1964.
O  maior  sucesso  do IPES/IBAD foi criar um clima de crise e de inquietação política para promover a intervenção das Forças Armadas contra o "caos, a corrupção populista e a ameaça comunista". O complexo IPES/IBAD esteve no centro dos acontecimentos, atuando na organização e como elemento de ligação do movimento civil-militar, dando apoio material e preparando o clima para a intervenção militar. Segundo Dreifuss, o que aconteceu em 01 de abril não foi um mero golpe militar, mas um movimento civil-militar. O complexo IPES/IBAD e os oficiais da ESG organizaram a tomada do aparelho do Estado e estabeleceram uma nova relação de forças políticas no poder. Homens-chave dos grandes empreendimentos industriais, financeiros e dos interesses multinacionais acumularam vários postos na nova administração. A maioria dos empresários que ocupava cargos-chave estava envolvida em atividades comerciais privadas, relacionadas de perto com suas funções públicas (p. 481).
"Os associados e colaboradores do IPES moldaram o sistema financeiro e controlaram os ministérios e principais órgãos de administração pública, permanecendo em cargos privilegiados durante o governo Castello Branco, exercendo sua mediação no poder. Com um programa de governo que emergia da direita, os ativistas do IPES impuseram uma modernização da estrutura sócio-econômica e uma reformulação do aparelho do Estado que beneficiou as classes empresariais e os setores médios da sociedade em detrimento da massa". 

## Obras
- 1964: A Conquista do Estado (Vozes, 1981).
- Seguiram-se a Internacional Capitalista (Espaço-Tempo, 1986)
- O Jogo da Direita na Nova República (Vozes, 1989)
- Política, Poder, Estado e Força - uma leitura de Weber (Vozes, 1993);
- A Época da Perplexidade (Vozes, 1996).